# Grand lutrin de Notre-Dame

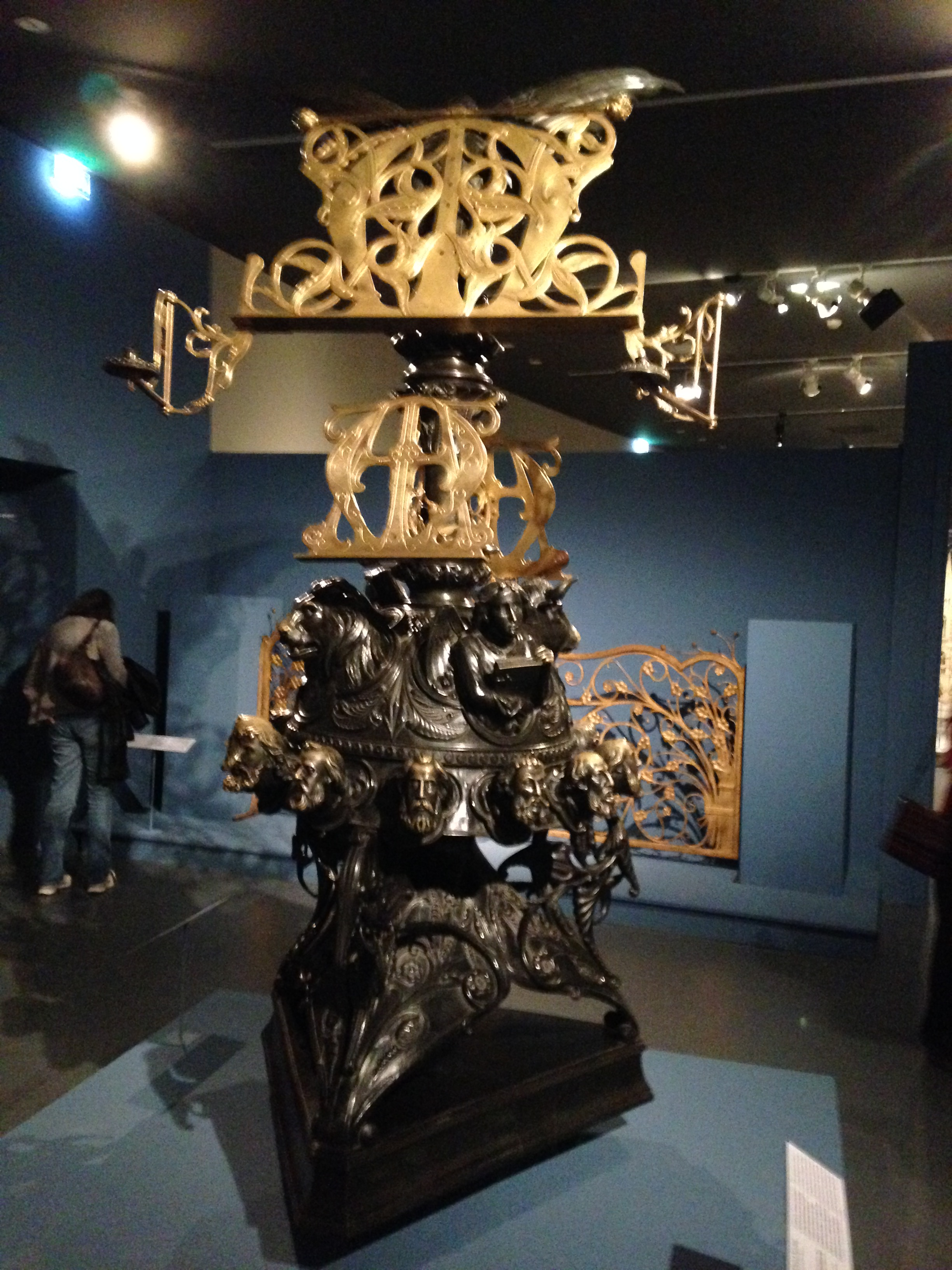
Grand lutrin de Notre-Dame, lors de l'exposition Viollet-le-Duc, les visions d'un architecte à la Cité de l'architecture et du patrimoine (2014).

Le Grand lutrin Notre-Dame de Paris est un lutrin de 1868 faisant partie du Trésor de la Cathédrale de Notre-Dame.
Il est créé par l'orfèvre Placide Poussielgue-Rusand d’après les dessins d’Eugène Viollet-le-Duc.
Construit en bronze et fer doré, sa hauteur est de 279 cm et sa largeur maximale de 209 cm. Il est classé à titre objet des monuments historiques en 1980.
Son « lyrisme formel d'un médiévisme revisité par la dynamique baroque » fait se côtoyer des figurations classiques et des représentations fantastiques dont le tétramorphe, symboles des quatre évangélistes, les têtes des douze apôtres, des fleurs d’aster tentaculaires, deux immenses bobèches, trois lutrins marqués de l’Alpha et de l’Oméga, le plus grand étant supporté par l'aigle de saint Jean aux ailes flamboyantes et déployées sur lesquelles le graduel est installé.